# São Marcos da Serra
São Marcos da Serra é uma freguesia portuguesa do município de Silves, com 154,90 km² de área e 1113 habitantes (censo de 2021). A sua densidade populacional é 7,2 hab./km², o que lhe permite ser classificada como uma Área de Baixa Densidade (portaria 1467-A/2001)..
É nesta localidade que, alegadamente, estão a ocorrer as aparições de Nossa Senhora da Bondade.

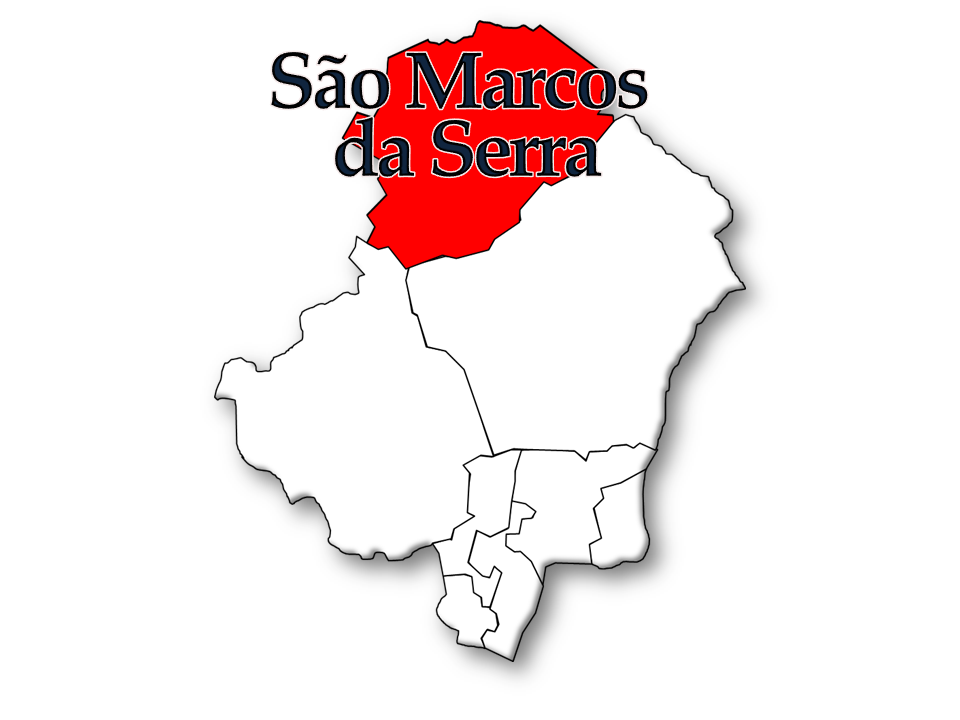
Localização da Freguesia de São Marcos da Serra no Município de Silves

## Demografia
A população registada nos censos foi:
| Ano  | 0-14 Anos | 15-24 Anos | 25-64 Anos | > 65 Anos |
| 2001 | 116       | 142        | 667        | 610       |
| 2011 | 119       | 68         | 630        | 535       |
| 2021 | 89        | 81         | 496        | 447       |

## Património
- Igreja Paroquial de São Marcos
- Casa com chaminé algarvia do século XVII
- Local das aparições de Nossa Senhora da Bondade
- Palácio do Trigo